# Massacre de Kafroueid
Le massacre de Kafroueid a lieu le 20 décembre 2011 pendant la guerre civile syrienne.

## Prélude
Le 17 décembre 2011, l'armée syrienne commence à mener des attaques dans la région de Kafroueid, située à l'ouest de la ville de Maarat al-Nouman, et à une cinquantaine de kilomètres de la frontière turque, dans la région montagneuse de Jabal al-Zawiya. Le 19 décembre 2011, l'Observatoire syrien des droits de l'homme (OSDH) affirme que 60 à 70 déserteurs de l'armée syrienne ont été tués dans la journée, entre les localités de Kafroueid et de Kansafra, alors qu'ils tentaient de fuir leurs postes,. La Commission générale de la révolution syrienne (CGRS) affirme quant à elle le même jour que 72 soldats déserteurs ont été tués dans la région d'Idleb. Le matin du 20 décembre, selon l'OSDH, une centaine d'autres déserteurs se retrouvent encerclés par les forces loyalistes entre les villages de Kafroueid et d'al-Fatira, et tous ou presque sont tués ou blessés. L'OSDH déclare également que « des dizaines de civils, dont de nombreux militants, sont en ce moment encerclés par l'armée syrienne dans le village de Kafroueid ». L'ONG appelle alors le secrétaire général de la Ligue arabe, Nabil el-Arabi, à « intervenir immédiatement afin d'arrêter un éventuel massacre ».

## Déroulement
Selon l'OSDH, des civils tentent de fuir Kafroueid dans la journée du 20 décembre, mais ils sont massacrés par l'armée syrienne,. Le dirigeant d'une mosquée du village est décapité.
Un membre de l'opposition syrienne à Idleb, Alaa El Din al-Youssef, déclare pour sa part à la chaîne Al Jazeera : « Les civils ont été encerclés par les forces de sécurité qui ont tué 100 d'entre nous. Les cadavres des personnes tuées ont été laissés dans les rues et les mosquées et nous ne sommes pas autorisés à les enterrer. Certaines des personnes tuées ne peuvent pas être reconnues. Certaines ont été brûlées et certaines décapitées les mains liées. Nous sommes vraiment effrayés car la région pourrait être à nouveau prise d'assaut ».

## Bilan humain
Le 21 décembre, l'OSDH donne un premier bilan de 37 morts, mais il revoit ensuite ce nombre à la hausse et affirme que 111 civils ont été tués le 20 décembre à Kafroueid et que 52 des victimes ont alors été identifiées. L'ONG affirme alors qu'il s'agit d'une des journées les plus meurtrières depuis le début du soulèvement,.
Quelques jours plus tard, l'armée syrienne déclare avoir terminé ses opérations dans le Jabal al-Zawiya et affirme que seulement quelques dizaines d'« hommes armés » ont été tués.